# Sätraån
Sätraån – potok w południowym Sztokholmie w Szwecji, o łącznej długości kilometra.